# Calle B (National City)
La Calle B, o conocida en inglés como B Street es una calle residencial de sentido oeste y este que localizada en National City, California.

## Trazado
La Calle B inicia desde la intersección con la Calle G en el Residencial Bonita Vista Mobile Home Park y termina en el otro extremo con la misma Calle G, ya que tiene forma circular. Por ser una pequeña avenida, no atraviesa ninguna calle, aunque tiene conexión con la calle Valle Road que da salida a Sweetwater Road.

## Autobuses
En la calle pasa los autobuses de la Ruta 961 hacia la Calle 24 y la Ruta 963 con destino a la Calle 8 de la Línea Azul del Tranvía de San Diego.